# غافين ماكليود (لاعب كرة قدم)
غافين ماكليود (بالإنجليزية: Gavin MacLeod)‏ (8 أغسطس 1983 في المملكة المتحدة - ) هو لاعب كرة قدم بريطاني في مركز الدفاع. لعب مع Cincinnati Kings ‏ وDayton Dutch Lions WFC ‏ وVermont Voltage ‏.